# Équipe de Suède des moins de 19 ans de football
Cet article traite de l'équipe masculine. Pour l'équipe féminine, voir Équipe de Suède féminine de football des moins de 19 ans.
Maillots
L'équipe de Suède de football des moins de 19 ans est constituée par une sélection des meilleurs joueurs suédois de 19 ans et moins sous l'égide de la FFF.

## Palmarès

### Titres et trophées
La Suède n'atteint jamais les demi-finales du championnat d'Europe juniors, -18 ans puis U19.

### Parcours à l'Euro U19
| Édition | Tour atteint          | Résultats                                                |
| ------- | --------------------- | -------------------------------------------------------- |
| 2002    | Non-participant       | -                                                        |
| 2003    | Non-participant       | -                                                        |
| 2004    | Non-participant       | -                                                        |
| 2005    | Non-participant       | -                                                        |
| 2006    | Non-participant       | -                                                        |
| 2007    | Non-participant       | -                                                        |
| 2008    | Non-participant       | -                                                        |
| 2009    | Tour élite            | Tour de qualification : 1V, 2N + Tour élite : 3D         |
| 2010    | Tour élite            | 2N, 1D                                                   |
| 2011    | Tour de qualification | 3D                                                       |
| 2012    | Tour de qualification | -                                                        |
| 2013    | Tour élite            | Tour de qualification : 1V, 1N, 1D + Tour élite : 1V, 2D |
| 2014    | Tour élite            | Tour de qualification : 2V, 1D + Tour élite : 1V, 2D     |
| 2015    | Tour élite            | Tour de qualification : 2V, 1N + Tour élite : 3D         |
| 2016    | Tour élite            | Tour de qualification : 2V, 1D + Tour élite : 3D         |
| 2017    | Tour de qualification | ?                                                        |
| 2018    | Tour élite            | Tour élite : 1N, 2D                                      |
| 2019    | Tour de qualification | ?                                                        |